# Antonin Chalon
Pour les articles homonymes, voir Chalon.
Antonin Chalon, né le 8 août 1993, est un acteur français.

## Biographie
Antonin Chalon naît le 8 août 1993. Il est le fils de Zabou Breitman et du sculpteur Fabien Chalon et le frère d'Anna Chalon (en).
Il reçoit le prix Lumières 2011 du meilleur espoir masculin, pour son rôle de Lucas dans No et moi de Zabou Breitman.
En 2013, il intègre la classe libre des Cours Florent (promotion XXXIV) sous la direction de Jean-Pierre Garnier.
En 2015, il intègre le Conservatoire national supérieur d'art dramatique

## Filmographie

### Cinéma
- 2001 : Se souvenir des belles choses de Zabou Breitman : le petit Finkel
- 2006 : L'Homme de sa vie de Zabou Breitman : Mathieu
- 2009 : Je l'aimais de Zabou Breitman : Adrien
- 2011 : No et moi de Zabou Breitman : Lucas
- 2011 : Titeuf, le film de Zep : Jean-Claude (voix)
- 2013 : Le Grand méchant loup de Nicolas Charlet et Bruno Lavaine : Amaury Delcroix
- 2015 : Bis de Dominique Farrugia : Patrice, âgé de 17 ans
- 2019 : Les Hirondelles de Kaboul de Zabou Breitman et Eléa Gobbe Mevellec : père bébé, taliban 1 (voix)
- 2020 : Les Leçons persanes (Persischstunden) de Vadim Perelman[2] : Jacob Rossi

### Courts métrages
- 2010 : Le Sac de Vincent Lefébure
- 2010 : Porte de sortie de Vincent Lefébure
- 2022 : Double je (réalisation et co-écriture)

### Télévision
- 2016 : Emma (série télévisée), saison 1, épisode 2 : Jean-Baptiste "JB" Legrand
- 2016 : Prof T (série télévisée), saison 1, épisode 5 de Jean-Christophe Delpias : Maxime Thurel
- 2017 : La Loi de Pauline (série télévisée), épisode Mauvaise Graine de Philippe Venault : Loris
- 2017 : Paris, etc. (série télévisée) de Zabou Breitman : Quentin du groupe Les Nouveaux Garçons
- 2023 : Les Siffleurs (mini-série) de Nathalie Marchak : Ludo

## Théâtre

### Acteur
- 2013 : Bleu de Rémi de Vos, mise en scène par Cyril Anrep
- 2014 : Gouttes d'eau sur pierres brûlantes de Rainer Werner Fassbinder, mise en scène par Hugo Bardin
- 2019 : Le Nid de Cendres de Simon Falguières
- 2019 : Logiquimperturbabledufou de Zabou Breitman[3]
- 2021 : Ionesco suite d'Emmanuel Demarcy-Mota[4]
- 2022 : L'Avare de Molière, mise en scène Daniel Benoin[5]

### Metteur en scène
- 2015 : Léonie est en avance de Georges Feydeau, Théâtre du Lucernaire[6]
- 2018 : After the End de Denis Kelly, Théâtre Anthéa d'Antibes[7]
- 2022 : Keshi de Solenn Denis, Maison de la culture de Papeete[8]
- 2024 : Deux Frères de Fausto Paravidino, théâtre Anthéa d'Antibes[9]